# Banara wilsonii
Banara wilsonii es una especie de planta fanerógama perteneciente a la familia Salicaceae. Era originaria de Cuba. Se la considera extinta por la pérdida de hábitat.

## Taxonomía
Banara wilsonii fue descrita por Alain Henri Liogier y publicado en Contribuciones Ocasionales del Museo de Historia Natural del Colegio "De La Salle" 12: 7. 1953.